# 森茂雄
森 茂雄（もり しげお、1906年3月18日 - 1977年6月24日）は、愛媛県松山市出身のプロ野球選手・監督・実業家。

## 来歴・人物
松山商業学校時代は内野手。早稲田大学に進学し、好打巧守の内野手として活躍。1930年には主将を務め、その年不在だった監督の代行をも務めた。リーグ通算93試合出場、315打数78安打、打率.248、0本塁打、41打点。
早稲田大学卒業後、35年の母校松山商業のベンチコーチ（監督）として夏の甲子園大会全国制覇。印刷会社・誠文堂に入社。仕事の傍ら早大野球部推薦の六大学リーグの審判となり、またクラブチーム・東京倶楽部のメンバーとして1931年～1933年に都市対抗野球に出場し、2度の優勝に貢献した。
誠文堂を退社し遊んでいる時、安部磯雄に強く激励されたこともあり1935年、新たに創設された大阪タイガースの監督として契約。初代監督となる。背番号は25。しかし、翌1936年7月29日に突如解任。これは直前に甲子園で行われた親会社阪神電気鉄道の当時のライバル企業阪神急行電鉄の球団阪急軍との練習試合で大敗したことが原因といわれている。森は元々、プロ野球界に投じることを決断しかねており、阪神との契約は口約束で、本契約でなかったのがマズかったといわれる。
1937年、新設された後楽園イーグルスの選手兼任監督として契約。1939年まで指揮を執り、自身も代打として4回出場している。
1946年、請われて東京帝国大学野球部のコーチを務め、同大学初の2位躍進に貢献した。1947年秋季から1957年まで早稲田大学野球部の監督となり、任期21シーズン中9回の優勝を記録、同校の黄金時代を実現した（任期・優勝回数とも早大の歴代監督1位。優勝9回は明治大学硬式野球部島岡吉郎監督に次ぐ2位）。石井藤吉郎、末吉俊信、広岡達朗らを育てた。サードを守っていた広岡をショートに回し、小森光生と広岡の三遊間コンビは早大の売り物なり、主将を務めた小森はかなりの好条件で毎日に入団、広岡はこの人がのちの私の運命を決めたと述べている。この間同大学講師を務めた。
1959年に大洋ホエールズの監督兼社長となる。当時西鉄ライオンズ監督だった後輩三原脩の招聘に尽力した。当初は球団社長のみ就任の予定だったが、三原引き抜きが報知新聞のスクープによって西鉄の知るところとなり頓挫したため、監督を兼任したといわれる。6年連続の最下位に終わったものの、翌年監督に就任する三原の為にその意を受けながらチームの大改革に着手、青田昇をはじめとするベテランを大量に解雇やトレードによって放出し大幅に若返りを計り、負け慣れた空気を一掃、キャプテンには三原が最も信頼を置く土井淳を就任させるなど、1年間を三原を戦うための土台に費やした。翌1960年から1972年は同球団の代表、1960年は監督三原の下球団初のリーグ優勝・日本一になった。1973年から1976年まで同球団の本拠地球場でもある川崎球場の社長をつとめた。大洋では球団社長、社長としての職歴が長く、球団の発展に貢献した。その間の1972年3月12日には、巨人OB会に範をとって松木謙治郎を会長、藤村富美男を副会長に据えて「阪神タイガースOB会」を創立した。
翌1977年6月24日死去。享年71。同年2月に野球殿堂入り。

## 詳細情報

### 年度別打撃成績
| 年 度     | 球 団      | 試 合 | 打 席 | 打 数 | 得 点 | 安 打 | 二 塁 打 | 三 塁 打 | 本 塁 打 | 塁 打 | 打 点 | 盗 塁 | 盗 塁 死 | 犠 打 | 犠 飛 | 四 球 | 敬 遠 | 死 球 | 三 振 | 併 殺 打 | 打 率 | 出 塁 率 | 長 打 率 | O P S |
| --------- | ---------- | ----- | ----- | ----- | ----- | ----- | -------- | -------- | -------- | ----- | ----- | ----- | -------- | ----- | ----- | ----- | ----- | ----- | ----- | -------- | ----- | -------- | -------- | ----- |
| 1937秋    | イーグルス | 1     | 1     | 1     | 0     | 0     | 0        | 0        | 0        | 0     | 0     | 0     | --       | 0     | --    | 0     | --    | 0     | 0     | --       | .000  | .000     | .000     | .000  |
| 1938春    | イーグルス | 1     | 1     | 1     | 0     | 0     | 0        | 0        | 0        | 0     | 0     | 0     | --       | 0     | --    | 0     | --    | 0     | 0     | --       | .000  | .000     | .000     | .000  |
| 1938秋    | イーグルス | 2     | 2     | 2     | 0     | 0     | 0        | 0        | 0        | 0     | 0     | 0     | --       | 0     | --    | 0     | --    | 0     | 1     | --       | .000  | .000     | .000     | .000  |
| 通算：2年 | 通算：2年  | 4     | 4     | 4     | 0     | 0     | 0        | 0        | 0        | 0     | 0     | 0     | --       | 0     | --    | 0     | --    | 0     | 1     | --       | .000  | .000     | .000     | .000  |

### 通算監督成績
- 421試合、160勝246敗15分、勝率.394

### 表彰
- 野球殿堂特別表彰（1977年）

### 背番号
- 25 （1936年）
- 30 （1937年 - 1939年、1959年）